# 原田要
原田要（日语：／ Harada Kaname，1916年8月11日—2016年5月3日）是一位出生於日本长野县的第二次世界大战（以下簡稱二戰）王牌飞行员。他在1941年底一直到被擊落而身受重傷的1942年10月間，擊落了至少九架盟军戰鬥機。傷勢復原後，原田要無法再上前線，於是留在後方擔任飛行教官，一直到二戰於1945年結束為止。二戰結束後，原田要改行當酪農，隨後於1968年成立托兒所。打從1991年開始，原田要投身反戰工作，一直到去世前都在提倡和平。

## 早年生涯
原田要於1916年（大正5年）8月11日出生於大日本帝國长野县上水内郡淺川村的農村家庭，是家中的長子，父親名誠一，母親名操。幼年時，他飽受原因不明的頭痛所苦，但後來就沒有發作了。1923年（大正12年），他進入淺川普通小學校就讀，之後於1929年（昭和4年）進入長野中學（現長野縣長野高等學校）。

## 軍中生涯
完成學業後，他於1933年（昭和8年）以17歲之齡自願加入大日本帝國海軍的海軍步兵部隊，在驅逐艦潮上服役。原田要原本被派去當砲手，但他選擇於1936年6月（昭和11年）加入橫須賀的霞浦海軍航空隊，接受當時日本數一數二的飛行員教導，最後於1937年（昭和12年）2月完成培訓。培訓結束後，原田要加入大分縣的佐伯航空隊。同年10月，第二次中日戰爭期間，原田要被編入日本海軍第12航空隊，擔任九五式艦上戰鬥機飛行員並前往中國作戰，負責掩護隸屬於第12航空隊與第13航空隊的九四式艦上爆擊機、九六式艦上爆擊機與九六式艦上戰鬥機襲擊長江上的美軍砲艇帕奈號。在中國，原田要目睹日本軍人無差別屠殺中國平民，僅因為他們將這些平民誤認為是中國的伏兵。原田要於1938年1月歸國，隨後參與多個教學任務。
太平洋戰爭爆發後，原田要被分派到第1航空艦隊中的蒼龍號航空母艦，擔任性能更為優越的零式艦上戰鬥機（以下簡稱零戰）的飛行員。戰爭開打的頭幾個月，原田要參與了一系列任務。1941年（昭和16年）12月7日，日本偷襲珍珠港期間，原田要負責駐守艦隊（他也是該次行動第一位起飛的飛行員），全程都沒有遭遇攻擊。原田要也在同一年的1月1日在老家結婚。1942年（昭和17年）2月19日，原田要掩護日本戰機前去空襲澳大利亞的達爾文。接著，他在日本空襲印度洋期間於4月5日在可倫坡打下三架英國戰鬥機並獲得證實，而他也聲稱自己可能還擊落了另外兩架。4天後，原田要擊落兩架企圖攻擊日本艦隊的英國布倫亨式轟炸機。
6月，在中途島海戰期間，原田要擊落了三或五架美國戰鬥機。後來，蒼龍號被美軍戰鬥機擊沉，原田要只好降落在倖存的飛龍號航空母艦上。飛龍號最後也被擊沉，當時人在空中的他只好跳海求生，漂浮了5個小時後被日本海軍驅逐艦卷雲號救起。7月，原田要被重新分派到飛鷹號航空母艦上。10月初，飛鷹號離開日本，加入瓜達康納爾島戰役。10月17日，原田要掩護日軍的魚雷轟炸機襲擊瓜達康納爾島。美軍派出F4F戰鬥機對此展開攻擊，原田要可能擊落了其中一架F4F戰鬥機，但他的零式戰鬥機嚴重受損。原田要迫降在日軍基地所在地——聖伊莎貝爾島瑞卡塔灣的附近，靠著雙手才從戰鬥機殘骸中脫身。後來，原田要搭乘醫療船回到日本治療。
原田要的其中一隻手嚴重受傷，再也無法上前線。留在後方的他開始培訓日軍的特別攻擊隊隊員。截止至1945年（昭和20年）日本投降為止，原田要共飛行了8,000個小時，四度性命垂危，官階為海軍中尉。關於原田要擊落的戰鬥機數目，不同來源的數據有出入：根據《日本海軍王牌飛行員：1932年至1945年》（Japanese Naval Fighter Aces: 1932–45）一書，原田要「創下了九次經確認的擊落紀錄」，而《紐約時報》一篇於2015年發布的報導則指出，他共打下了19架盟軍戰鬥機。

## 戰後生涯

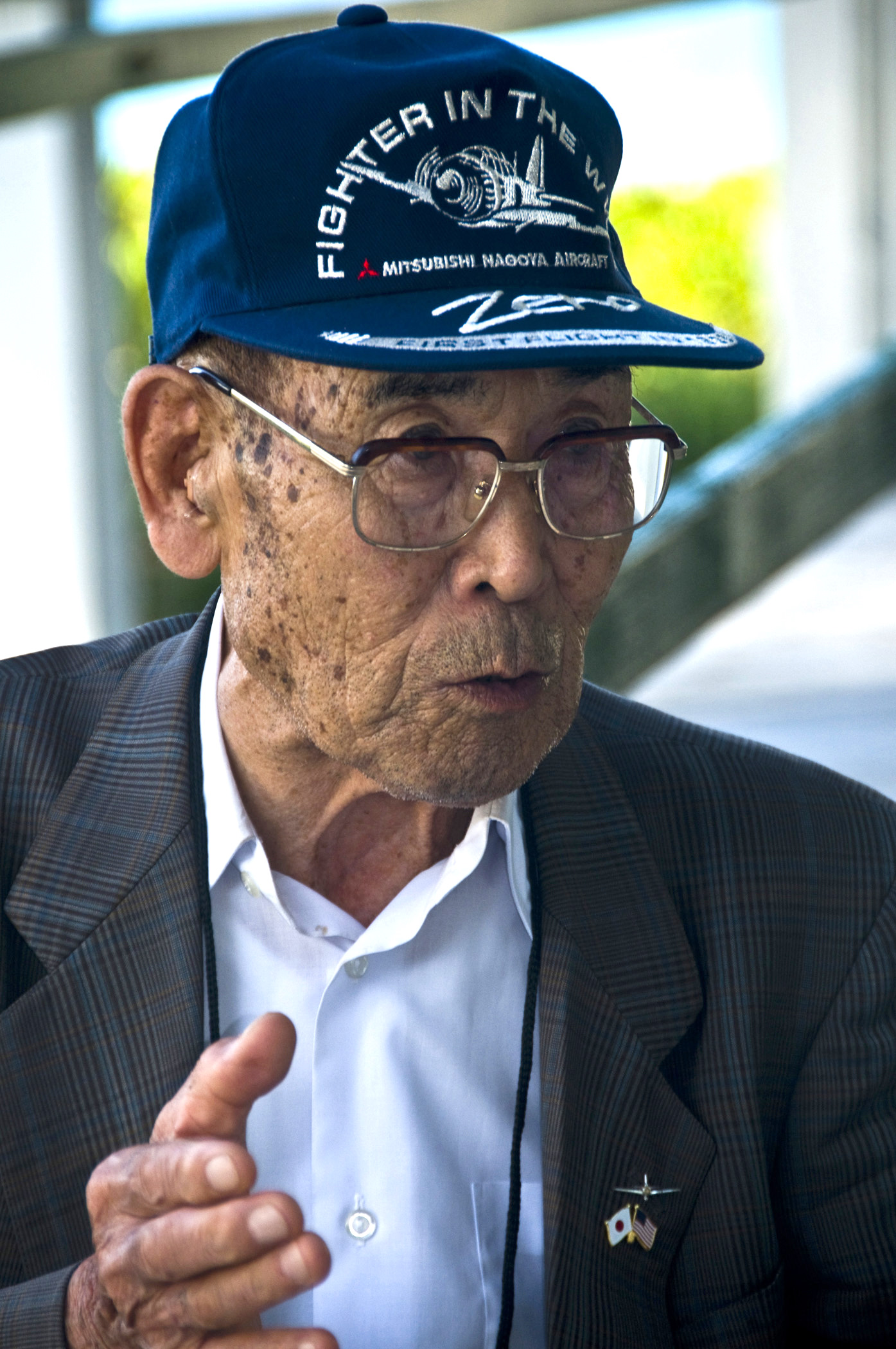
攝於2010年

二戰結束後，原田要一度找不到工作，最後開始當酪農，生活不算寬裕。1946年（昭和21年），原田要的長子出生，最後夫妻兩人共育有7個孩子。1965年（昭和40年），他就任淺川當地的自治會長。此外，退伍的他頻頻在惡夢中看見他手下亡魂的面孔。1968年（昭和43年），他與妻子成立托兒所，因為妻子問他「有什麼比培育新生命還要更能為你奪走的生命贖罪呢？」兩人後來又在1972年（昭和47年）開設幼兒園。原田要擔任幼兒園園長，直到2010年8月為止。在接受《澳洲人報》採訪時，他說：
我這一生中的第一個身分是個無情的殺手。我依舊對那些我取走的生命有著濃濃的罪惡感。我追殺他們，把他們擊落——這是多麼恐怖的一件事。如今，我每天都到幼兒園與孩子們互動。我想讓這些孩子們擁有一顆善良且體貼的心。
原田要曾前往英國和美國，會見曾交手過的英美飛行員，包含美軍王牌飛行員喬·福斯（1915年－2003年，可能就是當年擊落原田要的飛行員）。原田要也前往聖伊莎貝爾島，重回他當年墜毀的地方。他找到了他那架零式戰鬥機的殘骸，並將殘骸的一部分帶回日本。喜歡中國文化的原田要也兩度造訪中國。
1991年（平成3年）開始，原田要投身反戰工作，直到去世為止。當時，他察覺日本年輕人把波斯灣戰爭當做電子遊戲來看待的態度，便開始公開談論他參戰的經歷和避免戰爭的必要性。同年，他受邀參加日本偷襲珍珠港的50周年紀念典禮。2001年（平成13年）12月，他又參加了珍珠港事件的60周年紀念典禮。2003年（平成15年），原田要獲得日本內閣府表彰。接下來的這段時間，他撰寫了（1995年）、（1998年）、（2010年）及（2011年）等文章，亦時常接受採訪。
2014年（平成26年）9月，安倍晉三內閣通過集體自衛權法案時，原田要表達了反對意見，表示此一政策違反了日本和平國家的原則。對於日本保守派政府打算修改和平憲法，他也站在反對立場，批評他們有點太急於拋棄日本的反戰政策，「這些政治家生於戰後，因此他們不懂得必須不惜一切代價避免戰爭」。到了2015年（平成27年），《紐約時報》報導，時年98歲的原田要已成了「備受歡迎的公眾演說家」，他用自己軍中的經歷來警惕日本那些「不了解戰爭本質」的年輕人。一部講述原田要生平的紀錄片《個體的戰場 最後的零戰飛行員》（ひとりひとりの戦場　最後の零戦パイロット）於同年3月在日本上映。
2016年（平成28年）5月3日，原田要在日本長野市因器官衰竭逝世，享年99歲。他去世當天正好有一名美國二戰老兵蓋瑞·麥爾斯（Gary Myers）打算來探訪他，麥爾斯得知他去世的消息後表示「他為永遠和平獻其一生，願他安息」。原田要是珍珠港事件中最後一位逝世的日軍飛行員，因此有著「最後的零戰飛行員」的稱號。2017年（平成29年）夏天，正值原田要100歲誕辰，又有一部紀錄片《原田要 祈求和平～前零戰飛行員的100年歲月》（原田要　平和への祈り～元ゼロ戦パイロットの100年）在日本上映。